# Ginkgo bonesii
Ginkgo bonesii es una especie vegetal de porte arbóreo perteneciente al orden Ginkgoales. Los restos fósiles conocidos de esta especie provienen de un yacimiento correspondiente a la Formación Clarno datado en el periodo Eoceno, situado en el condado de Wheeler, estado de Oregón, Estados Unidos.
Esta especie ha sido descrita únicamente a partir de madera fósil sin que haya podido asociarse a ella ni hojas ni frutos, principales caracteres taxonómicos del género Ginkgo. La presencia de traqueidas de dos tamaños diferentes en el cilindro vascular, aleatoriamente organizadas, y de cristales de oxalato cálcico presente en algunas células del parénquima han permitido, sin embargo, que estos restos hayan podido ser inequívocamente adscritos a Ginkgo.

## Descripción
La especie Ginkgo bonesii ha sido descrita únicamente a partir de fragmentos de tronco fosilizados. Estos fragmentos muestran la anatomía general del género y son muy similares a los de la única especie viva, Ginkgo biloba, en cuanto a la organización de las traqueidas y a los de la especie Ginkgo beckii del Mioceno. Los tejidos correspondientes al xilema secundario de Ginkgo bonesii presentan traqueidas de dos tamaños diferentes organizadas de forma aleatoria. Las traqueidas de mayor tamaño tienen una sección circular a oval, en ocasiones levemente rectangular y muy raramente irregulares. La anchura de estas traqueidas en sección tangencial al eje del cilindro vascular en el que aparecen es de unos 60 μm. Presentan siempre unas paredes celulares delgadas, de unos 6 μm de grosor aproximado. En las paredes celulares radiales de algunas de las traqueidas mayores aparecen una serie de punteaduras mal conservadas. Estas punteaduras se presentan uni a triseriadas con una luz más o menos circular y entre 8 y 10 μm de diámetro. Las traqueidas de menor tamaño, por su parte, tienen una anchura tangencial aproximada de entre 20 y 40 μm. Aparecen siempre insertadas individualmente entre secciones amplias formadas por traqueidas mayores aunque a veces forman haces de una única célula de grosor que atraviesa tangencial u oblicuamente todo el tejido. En las regiones correspondientes a los tejidos más viejos las traqueidas menores son más frecuentes que en los tejidos jóvenes. Las paredes celulares de las traqueidas menores tienen unos 10 μm de grosor y presentan punteaduras de perfil circular de 10 μm de diámetro. Estas punteaduras aparecen siempre en las paredes celulares radiales, alineadas en hileras uniseriadas, y nunca en las tangenciales. El tejido tiene bien marcados sus anillos de crecimiento. En la zona más externa de cada uno de estos anillos aparecen traqueidas aplanadas por la presión ejercida por el crecimiento del xilema secundario adyacente. Las traqueidas planas forman unos pequeños anillos externos de unas dos células de grosor. El parénquima se observa muy tenue en los restos conocidos. Estaría formado por hebras de más de 8 células normales o, muy habitualmente, por hasta 16 células muy dilatadas con su interior ocupado por cristales de oxalato de calcio tal y como se observa en la especie Ginkgo biloba. Los haces de parénquima son uniseriados a biseriados con entre 1 y 12 células de grosor. Estas células poseen punteaduras hemicirculares a ovales de entre 8 y 10 μm de diámetro.

## Hábitat y distribución
Los troncos fósiles de esta especie son conocidos por un yacimiento correspondiente a la Formación Clarno, situado en el condado de Wheeler, estado de Oregón, Estados Unidos, datado en el periodo Eoceno. La Formación Clarno muestra los paleosuelos correspondientes a un amplio rango cronológico, desde el Cretácico Superior hasta el Eoceno Medio. Las rocas sedimentarias presentes son principalmente areniscas y margas y se hallan junto a material de origen volcánico formado por numerosas erupciones acontecidas en el arco de subducción de la costa oeste de Norteamérica en el tránsito del Cenozoico al Mesozoico.

## Taxonomía
Etimológicamente la especie extinta Ginkgo bonesii toma su nombre genérico, Ginkgo, de la trasnliteración de las palabras japonesas Gin an e Itsjò. Estas palabras significan aproximadamente «albaricoque plateado» y se corresponden con el nombre que se daba en Japón a la especie actual Ginkgo biloba cuando el primer botánico europeo, el  alemán Engelbert Kaempfer, tuvo contacto con la especie. Por su parte el epíteto específico, bonesii, fue dado en reconocimiento al paleobotánico Thomas J. Bones quien recolectó los restos en los que se basa la descripción de la especie en 1957.